# Carl von Laer
Carl Hermann Otto von Laer (geboren am 16. März 1873 in Herford; gestorben am 26. April 1946 auf Gut Oberbehme) war ein deutscher Rittergutsbesitzer, Landwirt und 1945/1946 Landrat des Kreises Herford.

## Leben
Der Protestant Carl von Laer war ein Sohn des Hermann Otto von Laer aus dessen Ehe mit Anette Emma Juliane von Laer, geborene Garlichs.
Nach einem Studium der Landwirtschaft an der Hochschule in Leipzig, das er mit seiner Promotion im Jahr 1897 abschloss, verwaltete er bis 1946 das Gut Oberbehme.
Als Angehöriger der DNVP gehörte von Laer von 1919 bis zur Machtergreifung durch die Nationalsozialisten 1933 dem Kreistag des Landkreises Herford als dessen 1. Kreisdeputierten an. Nach dem Ende des Dritten Reichs wurde von Laer auf Veranlassung der Militärverwaltung zum Landrat eingesetzt, seine erste Amtsperiode währte dabei vom 12. April 1945 bis zum 5. Februar 1946. Während seiner zweiten, am 6. Februar 1946 beginnenden und mit seinem Tod endenden Amtsperiode war er ab dem 1. April nurmehr Kreistagsvorsitzender.
Carl Von Laer war verheiratet und hatte drei Kinder. Der Landrat des Kreises Moers und spätere Präsident des Landesfinanzamtes Kassel, Paul von Laer war sein Vetter, der Landrat Arnold von Laer ein Onkel.
Von Laer war Träger des Eisernen Kreuzes I. und II. Klasse.